# Боровик, Генрих Авиэзерович
Ге́нрих Аверья́нович (Авиэ́зерович) Борови́к (род. 16 ноября 1929, Минск) — советский и российский журналист-международник, киносценарист, прозаик. Почётный ректор Московского института телевидения и радиовещания «Останкино».

## Биография
Родился 16 ноября 1929 года в Минске (БССР). Жизнь родителей была связана с театром — в 1939 году они были среди основателей Пятигорского театра музыкальной комедии, там же прошли школьные годы Г. Боровика. В 1944—1945 годах работал в Пятигорском театре помощником электромонтёра и статистом.
В 1947 году окончил школу с золотой медалью и поступил в Институт международных отношений. По окончании института с 1952 по 1965 год работал в журнале «Огонёк», где вскоре получил известность как автор очерков из «горячих точек», умевший выражать и отстаивать собственную точку зрения, которая, тем не менее, должна была совпадать с официальной линией партии и правительства.
В 1953 году вступил в КПСС.
В 1966—1972 годах работал собкором Агентства печати «Новости» (АПН) и «Литературной газеты» в США. С 1972 по 1982 год — специальный корреспондент АПН и «Литературной газеты».
Во время работы в АПН принял участие в организованной властями кампании по осуждению писателя А. И. Солженицына. В частности, выступил одним из соавторов брошюр «В круге последнем» и «Ответ Солженицыну: Архипелаг лжи».
В 1960—1970 годах написал ряд пьес (постановка первой пьесы «Мятеж неизвестных», 1962) и киносценариев; 
вёл ряд телепрограмм («Международная панорама» и др.). 
Пьеса «Интервью в Буэнос-Айресе» (1976; Государственная премия СССР, 1977) о событиях в Чили после свержения Альенде была поставлена во многих странах мира — включая те, которые не относились к «социалистическому лагерю». 
В 1980 году навлек на себя гнев начальника Главного политического управления Советской Армии и Военно-Морского Флота А. А. Епишева после критических замечаний о войне в Афганистане.
В 1982—1987 годах — главный редактор журнала «Театр».
В 1985—1987 годах — секретарь Союза писателей СССР по международным делам. Одновременно работал политическим обозревателем Гостелерадио СССР. Являлся автором и ведущим популярных программ «Камера смотрит в мир», «Позиция». 
С 1987 года — председатель Советского комитета защиты мира и вице-президент (заместитель председателя) Всемирного Совета Мира. В качестве эксперта или члена группы сопровождения участвовал во многих зарубежных поездках М. С. Горбачёва.
В июне 1990 года вышел из КПСС. 
Во время августовского путча 1991 года выступал из Москвы по американскому новостному каналу CNN с осуждением путча. 
В 1994 году на телеканале «Останкино» создал (как автор проекта, автор сценария и ведущий) телесериал «За девять лет до конца войны». В нем впервые в истории отечественного телевидения была рассказана правда о том, как в 1979 году принималось печально знаменитое решение о вводе советских войск в Афганистан и как оно осуществлялось. Вскоре начинает работу (как автор проекта и один из авторов сценария) над 10-серийным документальным фильмом «Россия в войне – кровь на снегу». В нём была показана та настоящая правда о Великой Отечественной войне, которую, по понятным причинам, не мог показать Роман Кармен в своей знаменитой 20-серийной киноэпопее «Великая Отечественная».
В 1997—2000 годах вновь занимал должность главного редактора журнала «Театр».
В 2001 году подписал письмо в защиту телеканала НТВ. В 2000-е годы периодически выступал как ведущий документальных фильмов и специальных программ на каналах ТВС и ТВ Центр.
Автор книги очерков о революции на Кубе «Повесть о зелёной ящерице» (1956), повести «Май в Лиссабоне» (1975), пьес «Агент 00» (1982), «Мятеж неизвестных», «Человек перед выстрелом», «3 минуты Мартина Гроу», романа-эссе «Пролог» (1984; Государственная премия СССР, 1986), исследования, посвящённого известному агенту Киму Филби (1994), книги об убийстве М. Л. Кинга «История одного убийства» (1980) и др.
Боровик внес серьёзный творческий вклад в становление телевизионного канала «Культура». В период своей работы в качестве журналиста общался с известными людьми (Эрнест Хемингуэй, А. Ф. Керенский), что позднее послужило материалом для цикла авторских телевизионных передач. Его авторская просветительная программа «Завещание XX века», в которой писатель и публицист рассказывает о своих встречах с выдающимися людьми XX века, такими, как А.Ф. Керенский, Эрнест Хемингуэй, Ким Филби, Константин Симонов, Грэм Грин, Уолтер Кронкайт, мать Тереза и другими.

## Семья
Отец — Авиэзер Абрамович Боровик (1902—1980), уроженец Гродно, пианист, был дирижёром симфонического оркестра, заведующим музыкальной частью Московского драматического театра имени А. С. Пушкина, в 1956—1961 годах главным дирижёром театра оперетты (музыкально-драматического театра) в городе Челябинск-40. Похоронен рядом с женой на  Головинском кладбище Москвы.
Мать — Мария Васильевна Боровик (урождённая Матвеева, 1905—1970), была актрисой театра оперетты в Челябинск-40. Похоронена на  Головинском кладбище Москвы.
Жена (1955—2013) — Галина Михайловна Боровик (Финогенова) (1932—2013), окончила пединститут, работала учительницей истории в средней школе, затем редактором отдела культуры на телевидении. Похоронена в Москве на Новодевичьем кладбище (участок №5).
- Дочь — Марина Генриховна Якушкина (род. 1956), кандидат филологических наук. Зять — Якушкин Дмитрий Дмитриевич (род. 1957), советский и российский журналист, пресс-секретарь первого президента России Бориса Ельцина.
  - Внук — Иван[12], бизнесмен.
- Сын — Артём Генрихович Боровик (1960—2000), журналист, писатель, президент издательского холдинга «Совершенно секретно». После гибели сына в авиационной катастрофе Генрих Боровик возглавил благотворительный фонд его имени. Похоронен в Москве на Новодевичьем кладбище (участок №10).
  - Внуки — Максимилиан (род. 1995) и Кристиан (род. 1998).

## Сценарии к фильмам
- 1986 — Человек с Пятой авеню (документальный), совместно с Л. Замятиным.
- 1981 — На Гранатовых островах («Мосфильм», режиссёр Тамара Лисициан)
- 1981 — Всего дороже (документальный, в 8 частях)
- 1962 — Кубинская новелла (короткометражный)
- 1959 — Незваные гости (художественный, Таллинская киностудия)

## Награды

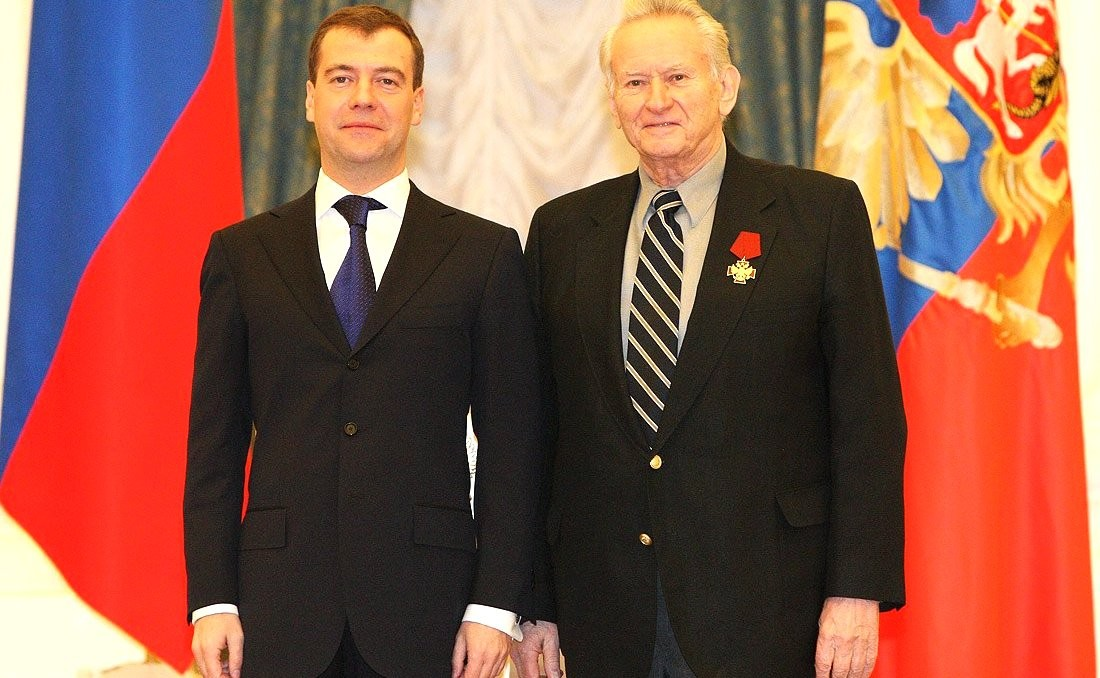
Награждение орденом «За заслуги перед Отечеством» IV степени, 28 декабря 2009 года

- Орден Октябрьской Революции (16 ноября 1984 года) — за заслуги в развитии советской литературы и в связи с 50-летием образования Союза писателей СССР[13]
- Орден Трудового Красного Знамени (1973)
- Орден Дружбы народов (19 ноября 1979 год) — за многолетнюю плодотворную работу в советской печати и в связи с пятидесятилетием со дня рождения[14]
- Орден «За заслуги перед Отечеством» III степени (16 ноября 1999) — за большой вклад в развитие отечественной культуры и многолетнюю плодотворную работу в области журналистики[15]
- Орден «За заслуги перед Отечеством» IV степени (8 декабря 2009) — за большие заслуги в развитии отечественной культуры, многолетнюю творческую и общественную деятельность[16]
- Почётный член Российской академии художеств[17]